# Errante. La conquista del hogar
Errante. La conquista del hogar es una película documental argentina dirigida por Adriana Lestido.
La película tuvo su estreno mundial en la sección oficial (competencia latinoamericana) de la 37.ª edición del Festival Internacional de Cine de Mar del Plata.

## Sinopsis
Entre enero de 2019 y mayo de 2020, Adriana Lestido emprendió un viaje, sin compañía ni asistencia, por el círculo polar ártico y las islas Svalbard, una región gélida e inhóspita que comparten Noruega e Islandia. Durante estos meses, la fotógrafa argentina registró, en todo su esplendor, un ecosistema aún desconocido. En este desierto blanco, lo incomprensible, lo enigmático y lo melancólico se funden con las elegantes imágenes fijas que ocupan gran parte de la película. A pesar de su alcance sonoro y visual, ERRANTE. La conquista del hogar se acerca a ser un documental de observación, la etiqueta de "documental de exploración" describe, con mayor precisión, la auténtica investigación de la directora. En cada una de las escenas, Lestido transforma la cámara en una herramienta para investigar no sólo el espacio, sino también su propia y solitaria experiencia personal.

## Premios y nominaciones
| Año  | Premio/Festival de Cine | Fecha del evento | Categoría                 | Nominado                        | Resultado | Ref.  |
| ---- | ----------------------- | ---------------- | ------------------------- | ------------------------------- | --------- | ----- |
| 2024 | Premios Sur             | 26 de agosto     | Mejor película documental | Errante. La conquista del hogar | Nominado  | [ 4 ] |